# Агд
Агд (фр. Agde) је насеље и општина у јужној Француској у региону Лангдок-Русијон, у департману Еро која припада префектури Безје.
По подацима из 2011. године у општини је живело 23.999 становника, а густина насељености је износила 471,49 становника/km². Општина се простире на површини од 50,81 km². Налази се на средњој надморској висини од 5 метара (максималној 110 m, а минималној 0 m).

## Демографија
| 1962. | 1968.  | 1975.  | 1982.  | 1990.  | 1999.  | 2011.  |
| ----- | ------ | ------ | ------ | ------ | ------ | ------ |
| 8.751 | 10.184 | 11.605 | 13.107 | 17.583 | 19.988 | 23.999 |

График промене броја становника у току последњих година